# دير دوريت
دير دوريت هي قرية لبنانية في قضاء الشوف الأوسط. تبعد عن بيروت مسافة 45 كلم وترتفع عن سطح البحر حوالي 650 م.